# Gabriele Beck-Busse
Gabriele Beck-Busse (* 2. August 1956 in Ludwigsburg als Gabriele Beck) ist eine deutsche Romanistin und Professorin an der Philipps-Universität Marburg.

## Leben
Beck-Busse studierte zunächst an der Universität Freiburg Romanistik und Mathematik, später Romanistik und Geographie auf Lehramt. Nach sechs Semestern wechselte sie an die Universität Stuttgart. Während ihres Studiums lernte sie Rumänisch, Italienisch und Portugiesisch. Sie schloss ihr Studium 1981 mit dem ersten Staatsexamen ab.
1985 wurde sie in Stuttgart bei Christian Rohrer mit einer Dissertation zur temporalen Struktur von Verben im Französischen promoviert. Von 1984 bis 1986 absolvierte sie ihr Referendariat in Berlin-Kreuzberg, das sie 1986 mit dem zweiten Staatsexamen beendete. Im Anschluss daran arbeitete sie als Wissenschaftliche Mitarbeiterin (1987–1991) und Wissenschaftliche Assistentin (1991–1999) an der FU Berlin. 1999 schloss sie ihre Habilitation mit der Arbeit Grammatik „für Damen“. Zur Geschichte der französischen und italienischen Grammatik in Deutschland, England, Frankreich und Italien (1605–1850) ab.
Daraufhin übernahm sie eine Gastprofessur (1999–2001) und eine Vertretungsprofessur (2001–2002) an der FU Berlin, ehe sie im Februar 2004 eine Stelle als Professorin für französische, italienische und portugiesische Sprachwissenschaft in Marburg annahm.
Beck-Busses Forschungsschwerpunkte liegen im Bereich der Linguistik und der Frauen- und Geschlechterforschung.
Sie ist seit 1987 verheiratet.

## Schriften
Monographien
- Verb – Satz – Zeit. Zur temporalen Struktur der Verben im Französischen (= Linguistische Arbeiten. Band 187). Niemeyer, Tübingen 1987, ISBN 3-484-30187-2 (Zugl.: Diss., Univ. Stuttgart 1985).
- Verbe et objet (= Etapes Entraînement). Cornelsen, Berlin 1993, ISBN 3-464-07882-5; Nachdrucke 1996, 1999, 2002.
- Grammaire des dames, Grammatica per le dame. Grammatik im Spannungsfeld von Sprache, Kultur und Gesellschaft (= Sprache – Gesellschaft – Geschichte. Band 1). Lang-Ed., Frankfurt a. M. 2014, ISBN 978-3-631-56991-7.

Herausgeberschaften
- mit Arno Gimber, Santiago López-Ríos: Señoritas en Berlín – Fräulein in Madrid (1918–1939). Hentrich & Hentrich, Berlin 2014, ISBN 978-3-95565-039-1 (Band zur Tagung Señoritas en Berlín – Fräulein in Madrid (1918–1939) am 24. und 25. November 2011 im Instituto Cervantes in Berlin).
- mit Clarinda de Azevedo Maia und Ricarda Musser von TFM, Mühlschlegel (Hrsg.): Dona Carolina Michaelis e os estudos de Filologia Portuguesa; 2004, 120 S., ISBN 3-925203-93-1